# Patkai
Patkai o Purvachal són unes muntanyes de l'Índia a l'estat d'Assam i la frontera del nord-est amb Myanmar. Foren creades pel mateix procés tectònic que va formar l'Himàlaia al mesozoic, encara que no són tan elevades ni denses, i incloen puig cònics, terrases i valls fondes
Tres serres deriven dels Patkai. El Patkai-Bum, la serralada Garo-Khasi-Jaintia, i les muntanyes Lushai (Lushai Hills), muntanyes Naga (Naga Hills) i muntanyes Chin (Chin Hills) fins a la Serralada de l'Arakan (Arakan Range). La serra de Garo-Khasi o Garo-Khasi-Jaintia es troba a Meghalaya amb Cherrapunji com a zona més humida del món. El clima és alpí degut a l'altitud. El cim més alt és el mont Dapha de 4.578 metres.
El coll de Pangsau és la ruta principal pel Patkai. La carretera de Ledo es va construir per aquest pas a la II Guerra Mundial per unir l'Índia amb Birmània i amb Xina.
L'altura mitjana és de 1250 metres però té cims de fins a 2.100 o 2200
El 1837 el dr. Griffiths va creuar les muntanyes Patkai cap a la vall d'Hukawng; a finals del segle es va construir una línia de ferrorarril que es va obrir el 1896, passant per part de la vall; la llargada era de 450 km incloent un túnel d'1,5 km i a 850 mnetres d'altitud.